# Euploea eclecta
Euploea eclecta är en fjärilsart som beskrevs av Swinhoe 1917. Euploea eclecta ingår i släktet Euploea och familjen praktfjärilar. Inga underarter finns listade i Catalogue of Life.